# Morska voda
Morska voda je voda iz mora ili okeana. U proseku voda u svetskim okeanima ima salinitet od ~35‰ (promila). To znači da na svaku litru (1000 mL) morske vode dolazi 35 grama različitih soli (uglavnom, ali ne u potpunosti natrijum hlorida) rastvorenih u njoj. To se može opisati kao 0,6  NaCl ili 0,6 ·−1 (ako je salinitet isključivo posljedica NaCl, što obično nije slučaj).
Iako se većina morske vode u okeanima ima salinitet od oko 35‰, salinitet nije svuda isti. Najslađe (najmanje slano) more na svetu se nalazi u istočnim delovima Finskog zaliva i u severnom delu Botnijskog zaliva. Oni pripadaju Baltičkom moru. Najslanije otvoreno more je Crveno more, gde visoke temperature i ograničena cirkulaciju rezultuju u visokoj stopi isparavanja. Ono isto takom ima relativno mali prinos sveže vode iz reka. Salinitet u izolovanim morima i slanim jezerima (npr. Mrtvo more) je daleko veći.
Gustina morske vode je između 1020 i 1030 −3. Morska voda je gušća od slatke vode, jer rastvorene soli dodaju masu bez znatnog uvećanja zapremine. Gustina čiste vode je 1.0 g/ml na 4 °C. Tačka smrzavanja morske vode se snižava sa porastom koncentracije soli. Pri tipičnom salinitetu ona se smrzava na oko -2 °C. Najhladnija morska voda (u tečnom stanju) je bila zabeležena 2010. u struji ispod Antarktičkog glečera, i iznosila je -2.6 °C.
pH morske vode je ograničen na raspon od 7,5 do 8,4. Brzina zvuka u morskoj vodi je 1500 m·s−1.

## Spoljašnje veze
- Tabele i softver za termofizičke osobine morske vode